# Malthonica balearica
Malthonica balearica es una especie de arañas araneomorfas de la familia Agelenidae.

## Distribución geográfica
Es endémica de las islas Baleares (España).